# Augustin Mesnager
Augustin, Charles, Marie Mesnager (11 de junio de 1862 - 6 de febrero de 1933) fue un ingeniero civil francés, figura destacada en el marco de la primera Comisión del Hormigón Armado que permitió redactar las instrucciones ministeriales de su país relativas al uso de este material en 1906.

## Semblanza
Mesnager nació en el Distrito VI de París en 1862. Estudió en la École polytechnique (X1822). De 1900 a 1922 fue director de los laboratorios de la Escuela Nacional de Puentes y Caminos. Como tal, fue miembro del subcomité liderado por Armand Considère, encargado de los ensayos del hormigón armado.
En 1907, publicó un artículo presentando la denominada junta Mesnager: Experimentos en una semijunta para bóvedas de hormigón armado en los Annales des Ponts et Chaussées. Estas juntas consisten en barras de acero que se cruzan en una X en una sección estrecha de hormigón. La resistencia viene dada por estas barras de acero. El núcleo de hormigón solo juega un papel protector para las barras de refuerzo. Pero el agrietamiento del hormigón limita su efectividad para este cometido, hasta el punto de que se utilizó muy poco en Francia, siendo sustituida por la junta Freyssinet, con una sección de hormigón estrecha.
Después de 1922, fue ingeniero consultor y administrador, junto con Charles Rabut, de la empresa francesa Christiani y Nielsen. Falleció en París en 1933.

## Reconocimientos
- Oficial de la Legión de Honor
- Miembro de la Academia de Ciencias de Francia (sección Mecánica)
- Miembro de la Academia de Ciencias de Turín desde 1918

## Publicaciones

Articulación Mesnager

- Augustin Mesnager, Essai sur la théorie de la déformation permanente des solides (Ensayo sobre la teoría de la deformación permanente de los sólidos), 1898
- Augustin Mesnager, Notice sommaire sur les travaux de M. Augustin Mesnager (Nota resumida sobre el trabajo del Sr. Augustin Mesnager), 1905
- Augustin Mesnager, Expérience sur les jonctions de barres tendues dans les poutres en béton armé, dans Annales des ponts et chaussées. 1ère partie. Mémoires et documents relatifs à l'art des constructions et au service de l'ingénieur (Experimento sobre las uniones de barras tensadas en vigas de hormigón armado, en Annales des ponts et chaussées. Parte 1. Memorias y documentos relativos al arte de las construcciones y al servicio del ingeniero, marzo-abril de 1908, páginas 109-140 (leer en línea) y planos 10 a 12 (véase)
- Augustin Mesnager, Cours de Résistance des matériaux (École nationale supérieure de l'aéronautique et de l'espace) (Curso de Resistencia de Materiales (Escuela Nacional de Aeronáutica y del Espacio)), 1911
- Jean Braive, Aide-mémoire de l'ingénieur-constructeur de béton armé (Augustin Mesnager, Aide-mémoire del ingeniero-constructor de hormigón armado), 1919
- Augustin Mesnager, Cours de béton armé (Curso de hormigón armado), 1921
- Agustín Mesnager, Matériaux de construction. Pierre (Materiales de construcción. Piedra), 1923
- Henri Dumontier, Augustin Mesnager, Méthode pratique pour l'étude du béton armé (Método práctico para el estudio del hormigón armado), 1925
- Augustin Mesnager, J. Rieger, Calcul des constructions hyperstatiques (Cálculo de construcciones hiperestáticas), 1927
- Augustin Mesnager, (Détermination expérimentale des efforts intérieurs dans les solides Determinación experimental de fuerzas interiores en sólidos), 1929